# Epirinus hluhluwensis
Epirinus hluhluwensis är en skalbaggsart som beskrevs av Medina och Clarke H. Scholtz 2005. Epirinus hluhluwensis ingår i släktet Epirinus och familjen bladhorningar. Inga underarter finns listade i Catalogue of Life.